# ماركت جاردن
ماركت جاردن (Market Garden) عملية عسكرية فاشلة نفذتها قوات الحلفاء في 17 سبتمبر إلى 25 سبتمبر في عام 1944 أثناء الحرب العالمية الثانية. نفذت العملية في هولندا بهدف توفير طريق لتقدم الحلفاء نحو ألمانيا  وكانت العملية تتضمن مرحلتين الأولى هجوم محمول جواً للاستيلاء على الجسور الرئيسية (سميت: "ماركت") وهجوم بري (سميت: "جاردن") وقد كان الهجوم في حينه أكبر عملية إنزال جوي خلال الحرب.
عن طريق الاستعمال المكثف لنطاق القوات الجوية هدفت العملية التكتيكية لتضمين سلسلة الجسور الموجودة فوق الأنهار الرئيسية لهولندا المحتلة من قبل الألمان حتى يسمح للحلفاء بتقدم سريع للوحدات المسلحة. الغرض الإستراتيجي كان أن يتم السماح بعبور الحلفاء لنهر الراين، وهو المانع الطبيعي الرئيسي الأخير للتقدم نحو ألمانيا. التقدم السريع المخطط من الحدود الهولندية البلجيكية إلى شمال ألمانيا، عبر نهر الميز وجزئين من الراين هما الوال والراين الأدنى، كان سيطوق خط سيغفريد وسيجعل من المحتمل تطويق منطقة روهر، وهي قلب ألمانيا الصناعية.
العملية كانت ناجحة أولياً إذ تم الاستحواذ على جسر وال في نايميخن في 20 سبتمبر. لكن العملية فشلت بشكل عام إذ وجب إيقاف تقدم الحلفاء المخطط عبر الراين في آرنم. القسم البريطاني المحمول جواً الأول لم يضمن الجسر في آرنم، وبالرغم من أنهم استطاعوا الصمود بقرب الجسر لمدة أطول بكثير من الفترة المخططة أخفقت الهيئة الثلاثون البريطانية (XXX Corps) في إسعافهم. بقى الراين مانعاً لتقدم الحلفاء حتى تمت الهجمات في ريماجين، وأوبينهيم، وريس، وويسيل في مارس 1945. بسبب هزيمة الحلفاء في آرنم لم يكن من الممكن تحرير شمال هولندا قبل فصل الشتاء وقبل أن تأخذ «هونجيروينتر» عشرات الآلاف من الأرواح وخصوصاً في مدن منطقة راندستاد.

## الخسائر
قُتل من قوات الحلفاء حوالي 11500 جندي في الأيام التسعة من عملية ماركت جاردن. قادت الفرقة البريطانية الأولى المحمولة جواً الهجوم الجوي. كما تم إسقاط جنود المظلات من الفرقتين 101 و 82 المحمولة جواً في الجيش الأمريكي ولواء المظلات المستقل الأول في بولندا إلى هولندا. لم تتمكن الفرقة البريطانية المحمولة جواً الأولى من تأمين الجسر وانسحبت من الجانب الشمالي من نهر الراين بعد أن تكبدت 8000 قتيل ومفقود وأسير من أصل 12000 رجل. عندما جاء أمر الانسحاب لم يكن هناك ما يكفي من القوارب لإعادة الجميع عبر النهر.
شن الألمان هجومًا مضادًا على نايميخن لكنهم فشلوا في استعادة أي من مكاسب الحلفاء. تم الاستيلاء على أرنهيم أخيرًا من قبل الحلفاء في أبريل 1945.